# Пульсометр

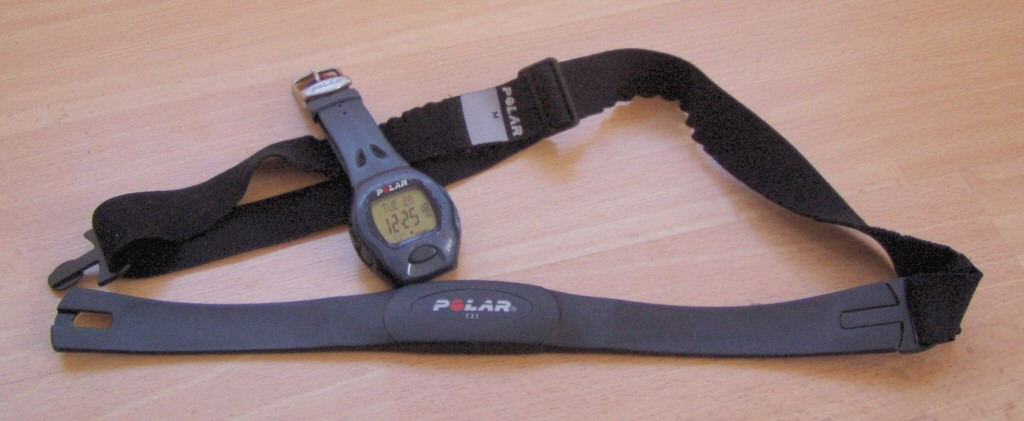
Пульсомер с беспроводным нагрудным датчиком

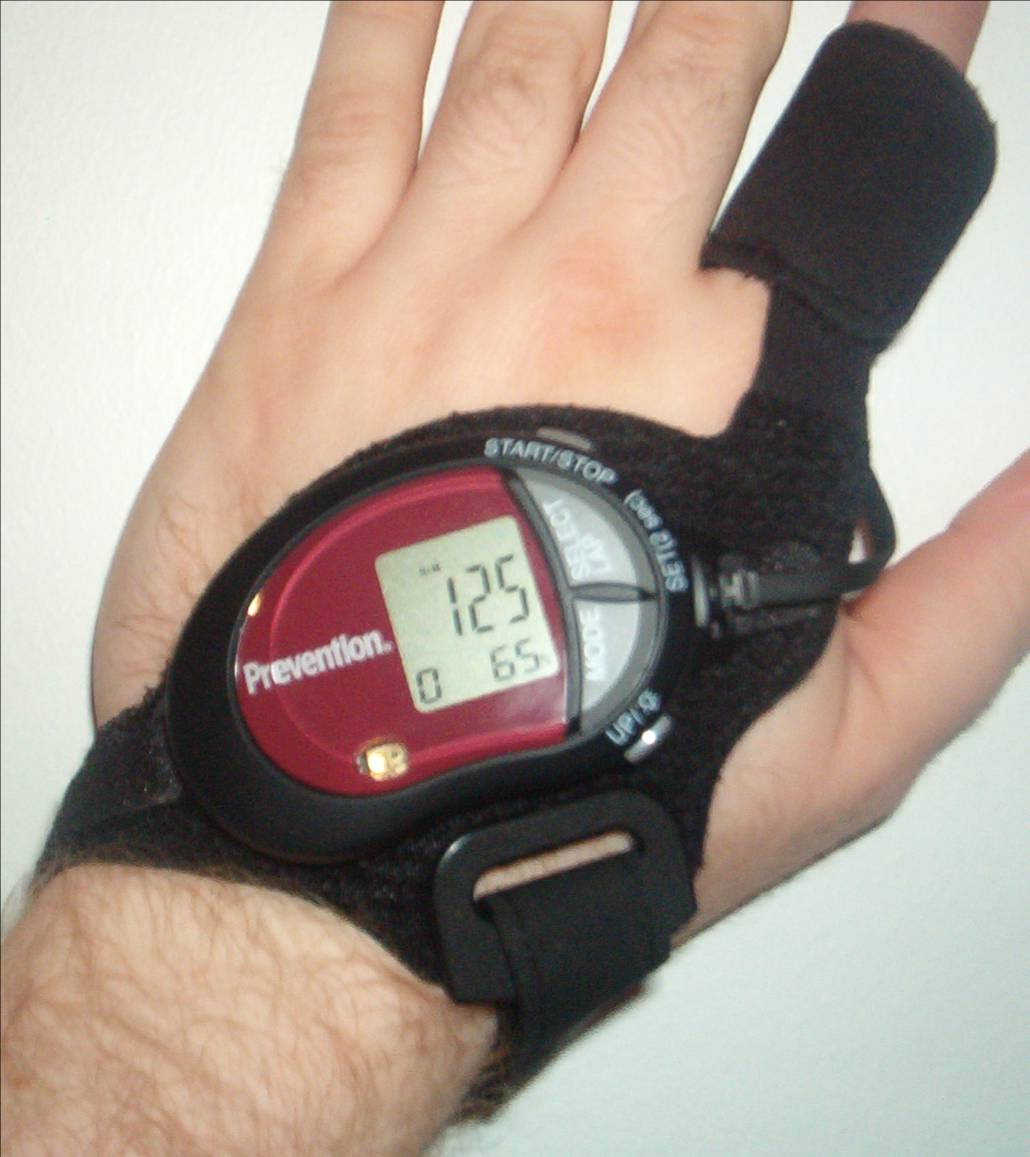
Наручный пульсомер с датчиком на пальце

Пульсо́мер, или монитор сердечного ритма, — устройство персонального мониторинга частоты сокращений сердца в реальном времени или записи его для последующего исследования. Широко используется в тренировках и соревнованиях любителями и спортсменами циклических видов спорта, таких как беговые виды легкой атлетики (особенно бег по шоссе), лыжные гонки, велоспорт, плавание.
Первые образцы данного устройства состояли из коробки и двух электродов крепившихся на грудную клетку. Основным назначением в спортивных тренировках является контроль пульса — звуковой сигнал сообщает о том, что можно добавить темп, или наоборот, пульс слишком высок. Обычно также есть возможность проанализировать, сколько времени пульс был в заданной зоне, ниже её и выше.

## История
Первый беспроводной ЭКГ монитор сердечного ритма был изобретен в 1977 году в качестве учебного пособия для Финской национальной лыжной сборной, розничная продажа персональных сердечных мониторов начата с 1983 года.

## Конструкция и функции
Современные пульсомеры обычно состоят из двух элементов: нагрудного ремня-датчика и приёмника на запястье, GPS-навигатора или мобильного телефона. Обычно для получения хорошего контакта электроды датчика смачиваются водой или специальным гелем. Почти все пульсомеры имеют дополнительными функции: часы, секундомер, таймер, календарь, статистика времени нахождения пульса в заданных зонах, звуковая сигнализация выхода пульса из заданной зоны. При вводе возраста, веса и роста прибор предлагает калькуляторы индекса массы тела, сожженных калорий, сожженного жира, причем последний активизируется обычно только при пульсе выше 120 уд/мин. Зоны пульса можно выбрать из предложенных вариантов для различных степеней подготовки или задать по своему усмотрению.
Более продвинутые модели пульсомеров предлагают измерения скорости на тренировке, среднего и максимального пульса, интенсивности и частоты дыхания для оценки параметров, связанных с фитнес-тренировкой, память круговых тренировок. Если приёмником является GPS-навигатор, то данные можно сопоставить со скоростью перемещения, скоростью подъёма, высотой и пр.

### Нагрудный датчик
Нагрудный датчик — самый точный датчик для определения пульса. Регистрирует непосредственно электрические импульсы сердечной мышцы. Крепится на груди с помощью специального ремня, имеет автономный источник питания, запускаемый при появлении пульса. Аналоговый передаёт сигнал на расстояние до 70 см в воздушной среде в наручные часы-приёмник. Так как рабочая частота аналогового канала около 5 кГц измерение возможно под водой. Цифровой канал ANT или Bluetooth находятся в гигагерцевом диапазоне, под водой не работают в принципе, но защищены от помех. Кисти рук остаются свободными.

### Встроенный датчик
Пульсомеры без нагрудного датчика в настоящее время позволяют определить пульс просто коснувшись двух электродов на корпусе пульсомера в течение нескольких секунд. Данные приборы популярны из-за удобства и простоты использования, хотя они не дают такой же высокой точности, как пульсомеры, которые используют нагрудный датчик. Сильно зависят от температуры рук, кровообращения и тонуса тела.

### Датчик пульсации крови
Датчик на мочку уха или на палец. Определяет пульс по пульсации крови в тканях. Те же недостатки, как у встроенного датчика.

## Способ подключения датчика

### Проводной датчик
Датчик соединен с устройством отображения посредством провода, данная конструкция отличается надежностью, так как защищена от помех.

### Беспроводной датчик
Данные от датчика передаются по радиоканалу как в аналоговом так и цифровом виде. Недостатком является необходимость смены элементов питания, а для аналоговых возможное нарушение передачи данных в условиях сильных радиопомех, движении под линиями электропередач, нахождение рядом других аналоговых датчиков.